# Società Sportiva Lazio 1970-1971
Questa voce raccoglie le informazioni riguardanti la Società Sportiva Lazio nelle competizioni ufficiali della stagione 1970-1971.

## Stagione
Nella stagione 1970-1971, la Lazio disputa il campionato di Serie A: con 22 punti, ottiene il penultimo posto in classifica e retrocede in Serie B, insieme al Foggia ed al Catania. Lo scudetto viene vinto dall'Inter, con 46 punti, che conclude il torneo davanti al Milan, con 42 punti, ed al Napoli, con 39 punti.
La squadra biancoazzurra, affidata a Juan Carlos Lorenzo, abbandona così, alla fine di un'annata difficile, la massima serie dopo appena due stagioni: ultima al termine del girone di andata, con nove punti, fa meglio nel ritorno, ma i tredici punti conquistati nella seconda parte del torneo non bastano per raggiungere la salvezza. Miglior marcatore della stagione laziale si laurea Giorgio Chinaglia, autore di 21 reti: 9 in campionato, 3 in Coppa Italia, 2 in Coppa delle Fiere e 7 in Coppa delle Alpi. In Coppa Italia, inserita nell'ottavo girone, la Lazio cede il passo alla Roma (2-0) nel primo derby stagionale. Nell'ultima edizione della Coppa delle Fiere, sostituita, dalla successiva stagione, dalla Coppa UEFA, la Lazio viene eliminata nel primo turno dagli inglesi dell'Arsenal. Unica soddisfazione di questa stagione: il 25 giugno 1971, al St. Jakob Stadium di Basilea, la squadra capitolina, battendo in finale (3-1) il Basilea, vince la Coppa delle Alpi, un torneo caratterizzato dalla partecipazione di squadre della massima serie sia elvetica che italiana, suddivise in due gironi; Lazio e Basilea li vincono e, così, disputano la finale, che sancisce il successo dei biancoazzurri.

## Divise
| Casa | Trasferta |

## Organigramma societario
Area direttiva
- Presidente: Umberto Lenzini

Area tecnica
- Allenatore: Juan Carlos Lorenzo, da maggio[3] Roberto Lovati
- Allenatore in seconda: Roberto Lovati, da maggio[3] Enrique Flamini

## Rosa
| N. |                   | Ruolo | Calciatore           |
| -- | ----------------- | ----- | -------------------- |
|    | Italia (bandiera) | P     | Rosario Di Vincenzo  |
|    | Italia (bandiera) | P     | Giorgio Fiorucci     |
|    | Italia (bandiera) | P     | Avelino Moriggi      |
|    | Italia (bandiera) | P     | Michelangelo Sulfaro |
|    | Italia (bandiera) | D     | Giuliano Andreuzza   |
|    | Italia (bandiera) | D     | Mario Facco          |
|    | Italia (bandiera) | D     | Gaetano Legnaro      |
|    | Italia (bandiera) | D     | Giuseppe Papadopulo  |
|    | Italia (bandiera) | D     | Luigi Polentes       |
|    | Italia (bandiera) | D     | Giuseppe Wilson      |
|    | Italia (bandiera) | C     | Bruno Chinellato     |
|    | Italia (bandiera) | C     | Arrigo Dolso         |
|    | Italia (bandiera) | C     | Nello Governato      |

| N. |                      | Ruolo | Calciatore           |
| -- | -------------------- | ----- | -------------------- |
|    | Italia (bandiera)    | C     | Guido Magherini      |
|    | Italia (bandiera)    | C     | Pierpaolo Manservisi |
|    | Italia (bandiera)    | C     | Rino Marchesi        |
|    | Italia (bandiera)    | C     | Giuseppe Massa       |
|    | Italia (bandiera)    | C     | Domenico Masuzzo     |
|    | Italia (bandiera)    | C     | Ferruccio Mazzola    |
|    | Italia (bandiera)    | C     | Franco Nanni         |
|    | Italia (bandiera)    | A     | Giorgio Chinaglia    |
|    | Italia (bandiera)    | A     | Costantino Fava      |
|    | Italia (bandiera)    | A     | Giuliano Fortunato   |
|    | Argentina (bandiera) | A     | Juan Carlos Morrone  |
|    | Italia (bandiera)    | A     | Mario Tomy           |

## Calciomercato

### Sessione estiva
| Acquisti | Acquisti             | Acquisti       | Acquisti                 |
| R.       | Nome                 | da             | Modalità                 |
| -------- | -------------------- | -------------- | ------------------------ |
| P        | Avelino Moriggi      | Alessandria    | definitivo               |
| D        | Giuliano Andreuzza   | Genoa          | prestito                 |
| D        | Ivan Chiossi         | Perugia        | fine prestito            |
| D        | Gaetano Legnaro      | Alessandria    | definitivo               |
| C        | Bruno Chinellato     | Alessandria    | definitivo               |
| C        | Arrigo Dolso         | Monza          | fine prestito            |
| C        | Bruno Gioia          | Mantova        | fine prestito            |
| C        | Giuseppe Lorenzetti  | Livorno        | risoluzione comproprietà |
| C        | Pierpaolo Manservisi | Napoli         | definitivo               |
| C        | Mario Marchetti      | Alessandria    | risoluzione comproprietà |
| C        | Domenico Masuzzo     | Anconitana     | definitivo               |
| A        | Giancarlo Bellisari  | Sambenedettese | fine prestito            |
| A        | Claudio Di Pucchio   | Sambenedettese | fine prestito            |
| A        | Costantino Fava      | Livorno        | risoluzione comproprietà |
| A        | Luigi Pazzelli       | Alessandria    | fine prestito            |
| A        | Gianni Sassaroli     | Messina        | fine prestito            |
| A        | Gaetano Stellone     | Pescara        | fine prestito            |

| Cessioni | Cessioni            | Cessioni    | Cessioni                 |
| R.       | Nome                | a           | Modalità                 |
| -------- | ------------------- | ----------- | ------------------------ |
| P        | Andrea Chini        | Alessandria | prestito                 |
| D        | Ivan Chiossi        | Parma       | prestito                 |
| D        | Sergio De Luca      | Alessandria | definitivo               |
| D        | Marcello Diomedi    | Bari        | fine prestito            |
| D        | Giancarlo Oddi      | Massese     | prestito                 |
| D        | Carlo Soldo         | Monza       | risoluzione comproprietà |
| C        | Francesco Casisa    | Casertana   | definitivo               |
| C        | Bruno Gioia         | Parma       | definitivo               |
| C        | Giuseppe Lorenzetti | Alessandria | definitivo               |
| A        | Giancarlo Bellisari | Anconitana  | prestito                 |
| A        | Costantino Fava     | Parma       | prestito                 |
| A        | Gian Piero Ghio     | Napoli      | definitivo               |
| A        | Claudio Di Pucchio  | Alessandria | prestito                 |
| A        | Gianni Sassaroli    | Alessandria | definitivo               |
| A        | Gaetano Stellone    | Messina     | prestito                 |

### Sessione autunnale
| Acquisti | Acquisti        | Acquisti | Acquisti |
| R.       | Nome            | da       | Modalità |
| -------- | --------------- | -------- | -------- |
| C        | Guido Magherini | Milan    | prestito |

| Cessioni | Cessioni       | Cessioni | Cessioni |
| R.       | Nome           | a        | Modalità |
| -------- | -------------- | -------- | -------- |
| A        | Luigi Pazzelli | Romulea  | prestito |

### Sessione primaverile[7]
| Acquisti | Acquisti        | Acquisti | Acquisti      |
| R.       | Nome            | da       | Modalità      |
| -------- | --------------- | -------- | ------------- |
| A        | Costantino Fava | Parma    | fine prestito |

| Cessioni | Cessioni | Cessioni | Cessioni |
| R.       | Nome     | a        | Modalità |
| -------- | -------- | -------- | -------- |

## Risultati

### Serie A

#### Girone di andata
| Arbitro: | Francescon (Padova) |

|                  |           |                |
| Massa 40’ (aut.) | Marcatori | 70’ F. Mazzola |

| Arbitro: | Angonese (Mestre) |

|                           |           |                                      |
| Legnaro 28’ Chinaglia 72’ | Marcatori | 1’, 61’ Domenghini 23’ Riva 79’ Gori |

| Arbitro: | Michelotti (Parma) |

|          |           |          |
| Puia 63’ | Marcatori | 3’ Dolso |

| Arbitro: | Vacchini (Milano) |

|           |           |              |
| Facco 62’ | Marcatori | 78’ Moschino |

| Arbitro: | Trono (Torino) |

|                     |           |  |
| G. Savoldi 30’, 42’ | Marcatori |  |

| Arbitro: | Toselli (Cormons) |

|           |           |              |
| Dolso 69’ | Marcatori | 86’ Petrelli |

| Arbitro: | Branzoni (Pavia) |

|                                  |           |           |
| Baisi 2’ Vaiani 74’ Bonfanti 75’ | Marcatori | 11’ Massa |

| Roma 29 novembre 1970 8ª giornata | Lazio             | 0 – 0 referto | Napoli | Stadio Olimpico\| Arbitro: \| Angonese (Mestre) \| |
| Arbitro:                          | Angonese (Mestre) |               |        |                                                    |

| Arbitro: | Mascali (Desenzano del Garda) |

|                                                          |           |                              |
| Re Cecconi 5’ Montefusco 34’ Saltutti 57’, 74’ Bigon 78’ | Marcatori | 17’ Chinaglia 67’ Chinellato |

| Arbitro: | Gialluisi (Barletta) |

|           |           |  |
| Massa 89’ | Marcatori |  |

| Arbitro: | Panzino (Catanzaro) |

|           |           |           |
| Merlo 19’ | Marcatori | 80’ Facco |

| Arbitro: | Vacchini (Milano) |

|                                      |           |           |
| Haller 6’ Cuccureddu 27’ Capello 88’ | Marcatori | 53’ Massa |

| Roma 10 gennaio 1971 13ª giornata | Lazio           | 0 – 0 referto | Varese | Stadio Olimpico\| Arbitro: \| Giunti (Arezzo) \| |
| Arbitro:                          | Giunti (Arezzo) |               |        |                                                  |

| Arbitro: | Picasso (Chiavari) |

|             |           |  |
| Ciccolo 61’ | Marcatori |  |

| Arbitro: | Angonese (Mestre) |

|  |           |                |
|  | Marcatori | 43’ Boninsegna |

#### Girone di ritorno
| Arbitro: | Lo Bello (Siracusa) |

|  |           |             |
|  | Marcatori | 19’ Maldera |

| Arbitro: | Monti (Ancona) |

|                             |           |               |
| Domenghini 62’ Brugnera 82’ | Marcatori | 90’ Chinaglia |

| Arbitro: | Picasso (Chiavari) |

|               |           |  |
| Chinaglia 81’ | Marcatori |  |

| Arbitro: | Carminati (Milano) |

|                |           |  |
| D. Landini 22’ | Marcatori |  |

| Arbitro: | Porcelli (Lodi) |

|                        |           |                            |
| Tomy 49’ Chinaglia 53’ | Marcatori | 75’ G. Savoldi 87’ Gregori |

| Arbitro: | Monti (Ancona) |

|                        |           |                                           |
| Zigoni 39’ Salvori 74’ | Marcatori | 25’ (aut.) Santarini 60’ (rig.) Chinaglia |

| Arbitro: | Branzoni (Pavia) |

|           |           |  |
| Massa 11’ | Marcatori |  |

| Arbitro: | Picasso (Chiavari) |

|                       |           |  |
| Sormani 22’ Umile 33’ | Marcatori |  |

| Arbitro: | Carminati (Milano) |

|                             |           |          |
| Fortunato 37’ Governato 90’ | Marcatori | 8’ Bigon |

| Arbitro: | Francescon (Padova) |

|                   |           |                                            |
| G. Salvi 39’, 88’ | Marcatori | 21’ Chinaglia 44’ (aut.) Lodetti 74’ Massa |

| Roma 18 aprile 1971 26ª giornata | Lazio             | 0 – 0 referto | Fiorentina | Stadio Olimpico\| Arbitro: \| Angonese (Mestre) \| |
| Arbitro:                         | Angonese (Mestre) |               |            |                                                    |

| Arbitro: | Monti (Ancona) |

|                                     |           |                          |
| F. Mazzola 45’ Chinaglia 84’ (rig.) | Marcatori | 20’ Novellini 68’ Causio |

| Arbitro: | Gonella (Torino) |

|                                 |           |                      |
| Tamborini 4’ (rig.), 71’ (rig.) | Marcatori | 62’ (rig.) Chinaglia |

| Arbitro: | Carminati (Milano) |

|  |           |              |
|  | Marcatori | 4’ Cinesinho |

| Arbitro: | Trinchieri (Reggio Emilia) |

|                |           |           |
| S. Mazzola 89’ | Marcatori | 24’ Nanni |

### Coppa Italia

#### Primo turno
| Arbitro: | Bianchi (Firenze) |

|             |           |                         |
| Landoni 26’ | Marcatori | 21’ Chinaglia 65’ Massa |

| Arbitro: | Angonese (Mestre) |

|                             |           |  |
| Wilson 44’ (aut.) Vieri 68’ | Marcatori |  |

| Arbitro: | Casarin (Milano) |

|                                |           |  |
| Chinaglia 31’, 66’ Morrone 69’ | Marcatori |  |

### Coppa delle Fiere
| Arbitro: | Schulenburg |

|                           |           |                  |
| Chinaglia 85’, 89’ (rig.) | Marcatori | 52’, 56’ Radford |

| Arbitro: | Glöckner |

|                           |           |  |
| Radford 11’ Armstrong 73’ | Marcatori |  |

### Coppa delle Alpi
| Arbitro: | Gattei |

|                                                     |           |  |
| Manservisi 12’ Chinaglia 46’, 81’ Coduri 75’ (aut.) | Marcatori |  |

| Arbitro: | Keller |

|                                       |           |           |
| Chinaglia 1’, 18’, 47’ F. Mazzola 60’ | Marcatori | 85’ Melli |

| Arbitro: | Branzoni |

|                       |           |                             |
| Hansen 15’ Lutrop 39’ | Marcatori | 52’ Fortunato 57’ Chinaglia |

| Arbitro: | Vacchini |

|                         |           |                                                         |
| Duvoisin 47’ Oettly 85’ | Marcatori | 10’ Manservisi 16’ Facco 34’ Fava 66’ Dolso 87’ Morrone |

| Arbitro: | Weiland |

|            |           |                                          |
| Wenger 41’ | Marcatori | 22’ Manservisi 76’, 86’ (rig.) Chinaglia |

## Statistiche

### Statistiche di squadra
| Competizione          | Punti | In casa | In casa | In casa | In casa | In casa | In casa | In trasferta | In trasferta | In trasferta | In trasferta | In trasferta | In trasferta | Totale | Totale | Totale | Totale | Totale | Totale | DR  |
| Competizione          | Punti | G       | V       | N       | P       | Gf      | Gs      | G            | V            | N            | P            | Gf           | Gs           | G      | V      | N      | P      | Gf     | Gs     | DR  |
| --------------------- | ----- | ------- | ------- | ------- | ------- | ------- | ------- | ------------ | ------------ | ------------ | ------------ | ------------ | ------------ | ------ | ------ | ------ | ------ | ------ | ------ | --- |
| Serie A               | 22    | 15      | 4       | 7       | 4       | 13      | 14      | 15           | 1            | 5            | 9            | 15           | 29           | 30     | 5      | 12     | 13     | 28     | 43     | -15 |
| Coppa Italia          | 4     | 1       | 1       | 0       | 0       | 3       | 0       | 2            | 1            | 0            | 1            | 2            | 3            | 3      | 2      | 0      | 1      | 5      | 3      | +2  |
| Coppa delle Fiere     |       | 1       | 0       | 1       | 0       | 2       | 2       | 1            | 0            | 0            | 1            | 0            | 2            | 2      | 0      | 1      | 1      | 2      | 4      | -2  |
| Coppa delle Alpi      |       | 2       | 2       | 0       | 0       | 8       | 1       | 3            | 2            | 1            | 0            | 10           | 5            | 5      | 4      | 1      | 0      | 18     | 6      | +12 |
| Campionato De Martino | 36    | 14      | 9       | 5       | 0       | 27      | 7       | 15           | 7            | 3            | 5            | 17           | 13           | 29     | 16     | 8      | 5      | 44     | 20     | +24 |
| Totale                |       | 33      | 16      | 13      | 4       | 53      | 24      | 36           | 11           | 9            | 16           | 44           | 52           | 69     | 27     | 22     | 20     | 97     | 76     | +21 |

### Statistiche dei giocatori
Nel conteggio delle reti realizzate si aggiungano due autoreti a favore in campionato e una autorete a favore in Coppa delle Alpi.
| Giocatore      | Serie A  | Serie A | Coppa Italia | Coppa Italia | Coppa delle Fiere | Coppa delle Fiere | Coppa delle Alpi | Coppa delle Alpi | Totale   | Totale |
| Giocatore      | Presenze | Reti    | Presenze     | Reti         | Presenze          | Reti              | Presenze         | Reti             | Presenze | Reti   |
| -------------- | -------- | ------- | ------------ | ------------ | ----------------- | ----------------- | ---------------- | ---------------- | -------- | ------ |
| G. Andreuzza   | -        | -       | -            | -            | -                 | -                 | -                | -                | -        | -      |
| G. Chinaglia   | 30       | 9       | 3            | 3            | 2                 | 2                 | 5                | 8                | 40       | 22     |
| B. Chinellato  | 6        | 1       | -            | -            | -                 | -                 | 4                | 0                | 10       | 1      |
| R. Di Vincenzo | 21       | -25     | -            | -            | -                 | -                 | 5                | -6               | 26       | -31    |
| A. Dolso       | 27       | 2       | 2            | 0            | 1                 | 0                 | 2                | 1                | 32       | 3      |
| M. Facco       | 20       | 2       | 3            | 0            | 2                 | 0                 | 3                | 1                | 28       | 3      |
| C. Fava        | -        | -       | -            | -            | -                 | -                 | 3                | 1                | 3        | 1      |
| G. Fiorucci    | -        | -       | -            | -            | -                 | -                 | -                | -                | -        | -      |
| G. Fortunato   | 19       | 1       | 2            | 0            | 2                 | 0                 | 5                | 1                | 28       | 2      |
| N. Governato   | 24       | 1       | 3            | 0            | 2                 | 0                 | 3                | 0                | 32       | 1      |
| G. Legnaro     | 17       | 1       | -            | -            | 1                 | 0                 | 5                | 0                | 23       | 1      |
| G. Magherini   | 12       | 0       | -            | -            | -                 | -                 | -                | -                | 12       | 0      |
| P. Manservisi  | 10       | 0       | 3            | 0            | 2                 | 0                 | 5                | 3                | 20       | 3      |
| R. Marchesi    | 19       | 0       | 3            | 0            | -                 | -                 | 5                | 0                | 27       | 0      |
| G. Massa       | 29       | 5       | 3            | 1            | 2                 | 0                 | 4                | 0                | 38       | 6      |
| D. Masuzzo     | -        | -       | -            | -            | -                 | -                 | -                | -                | -        | -      |
| F. Mazzola     | 24       | 2       | 2            | 0            | 2                 | 0                 | 4                | 1                | 32       | 3      |
| A. Moriggi     | 2        | -2      | -            | -            | -                 | -                 | -                | -                | 2        | -2     |
| J.C. Morrone   | 15       | 0       | 3            | 1            | 2                 | 0                 | 1                | 1                | 21       | 2      |
| F. Nanni       | 1        | 1       | 2            | 0            | 2                 | 0                 | 2                | 0                | 7        | 1      |
| G. Papadopulo  | 18       | 0       | 1            | 0            | 1                 | 0                 | -                | -                | 20       | 0      |
| L. Polentes    | 18       | 0       | 2            | 0            | 1                 | 0                 | 5                | 0                | 26       | 0      |
| M. Sulfaro     | 8        | -16     | 3            | -3           | 2                 | -4                | 1                | -0               | 14       | -23    |
| M. Tomy        | 9        | 1       | -            | -            | -                 | -                 | -                | -                | 9        | 1      |
| G. Wilson      | 29       | 0       | 3            | 0            | 2                 | 0                 | 2                | 0                | 36       | 0      |

## Riserve
La squadra riserve della Lazio ha disputato nella stagione 1970-1971 il Campionato De Martino.

## Rosa
| N. |                   | Ruolo | Calciatore              |
| -- | ----------------- | ----- | ----------------------- |
|    | Italia (bandiera) | P     | Giuseppe Avagliano      |
|    | Italia (bandiera) | P     | Rosario Di Vincenzo     |
|    | Italia (bandiera) | P     | Giorgio Fiorucci        |
|    | Italia (bandiera) | P     | Alberto Marsili         |
|    | Italia (bandiera) | P     | Avelino Moriggi         |
|    | Italia (bandiera) | P     | Michelangelo Sulfaro    |
|    | Italia (bandiera) | D     | Giuliano Andreuzza      |
|    | Italia (bandiera) | D     | Romano Roberto Barbieri |
|    | Italia (bandiera) | D     | Alberto Caroletta       |
|    | Italia (bandiera) | D     | Andrea Carratoni        |
|    | Italia (bandiera) | D     | Mauro Della Vedova      |
|    | Italia (bandiera) | D     | Mario Facco             |
|    | Italia (bandiera) | D     | Tommaso Frau            |
|    | Italia (bandiera) | D     | Gaetano Legnaro         |
|    | Italia (bandiera) | D     | Giuseppe Papadopulo     |
|    | Italia (bandiera) | D     | Alberto Perotti         |
|    | Italia (bandiera) | D     | Luigi Polentes          |
|    | Italia (bandiera) | D     | Maurizio Ronda          |
|    | Italia (bandiera) | D     | Mauro Vicari            |
|    | Italia (bandiera) | D     | Alberto Vitangeli       |
|    | Italia (bandiera) | C     | Bruno Chinellato        |

| N. |                      | Ruolo | Calciatore           |
| -- | -------------------- | ----- | -------------------- |
|    | Italia (bandiera)    | C     | Enrico Concari       |
|    | Italia (bandiera)    | C     | Vincenzo D'Amico     |
|    | Italia (bandiera)    | C     | Arrigo Dolso         |
|    | Italia (bandiera)    | C     | Luigi Ferioli        |
|    | Italia (bandiera)    | C     | Temistocle Forti     |
|    | Italia (bandiera)    | C     | Nello Governato      |
|    | Italia (bandiera)    | C     | Guido Magherini}     |
|    | Italia (bandiera)    | C     | Pierpaolo Manservisi |
|    | Italia (bandiera)    | C     | Rino Marchesi        |
|    | Italia (bandiera)    | C     | Mario Marchetti      |
|    | Italia (bandiera)    | C     | Giuseppe Massa       |
|    | Italia (bandiera)    | C     | Domenico Masuzzo     |
|    | Italia (bandiera)    | C     | Franco Nanni         |
|    | Italia (bandiera)    | C     | Maurizio Papi        |
|    | Italia (bandiera)    | A     | Giuliano Fortunato   |
|    | Italia (bandiera)    | A     | Luciano Gozzi        |
|    | Italia (bandiera)    | A     | Adone Mariotti       |
|    | Argentina (bandiera) | A     | Juan Carlos Morrone  |
|    | Italia (bandiera)    | A     | Mario Tomy           |
|    | Italia (bandiera)    | A     | Massimo Vulpiani     |

## Giovanili

La squadra De Martino vincitrice del campionato di categoria

### Piazzamenti
- De Martino: 
  - Campionato De Martino 1970-1971: vincitrice